# 鈴木重遠

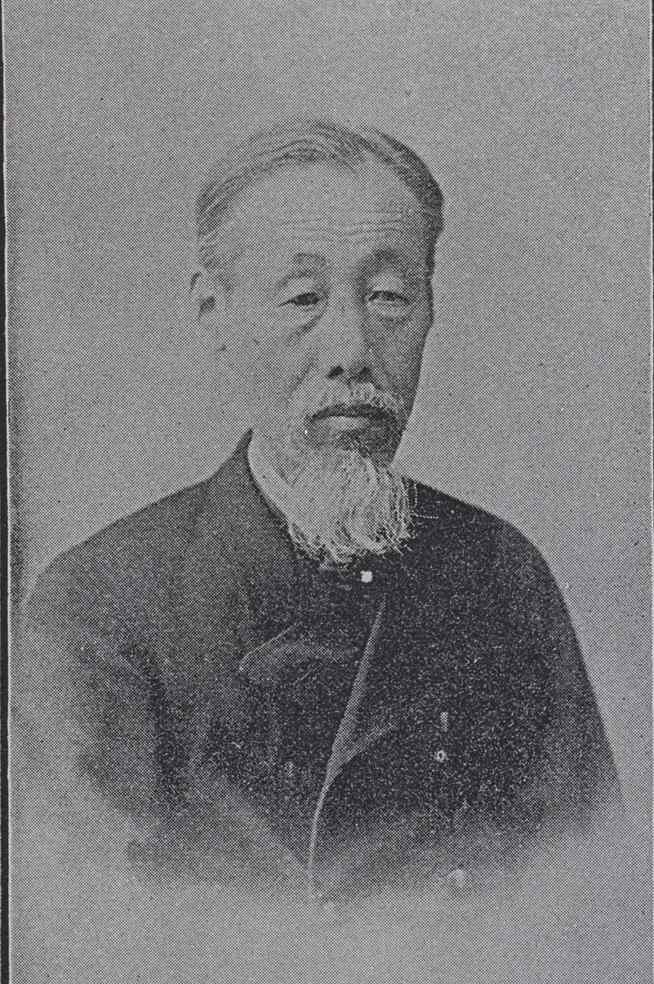
鈴木重遠

鈴木 重遠（すずき しげとお、1828年12月25日（文政11年11月19日）‐ 1906年（明治39年）4月7日） は、日本の武士（伊予松山藩士）、政治家。衆議院議員。通称・七郎右衛門、号・梁坡。「藩中屈指ノ人物」と称された。

## 経歴
伊予松山藩士・鈴木超勝の四男として江戸で生まれた。昌平坂学問所で漢学を修めた。黒船来航後は蘭学を学び開国論を主張し、神奈川台場の築造に関与した。1846年（弘化3年4月）小姓となる。1854年（安政元年7月）父の死去に伴い家督を相続。奉行兼側用人、執政（家老職）を歴任。幕末の難局に対応したが、新政府への抗戦論を唱えて1868年（明治元年1月）閉居を命ぜられ、同年9月に赦免された。その後、藩の権大参事兼公儀人、大参事を務め、小林信近、長屋忠明らと藩政改革に尽力した。
廃藩置県後は官職を辞して久米郡松瀬川村（現東温市）に隠棲。1878年（明治11年）海軍省属官となり 横須賀造船所に勤務。1887年（明治20年）に退官して旧藩主久松家の家政を担った。同年11月、旧藩主より国会開設に備え旧松山藩士族の団結を図れとの内命を受けて帰郷し、藤野政高、白川福儀らと大同団結運動を進めた。1888年（明治21年）3月、愛媛県会議員に当選した。
1890年（明治23年）7月の第1回衆議院議員総選挙で愛媛県第1区と同第4区で当選した。第2回総選挙でも再選され、自由党に所属。その後、藤野らとの関係が悪化して立憲革新党に転じ、同党が進歩党に合流すると高須峯造、井上要から要請を受けて同党愛媛支部長となった。1894年（明治27年）の第3回、第4回総選挙でも当選し、1896年（明治29年）進歩党が第2次松方内閣の与党となったため離党し、井上らの賛同を受けて進歩党愛媛支部を解散して愛媛同志会を結成し会長に就任。1898年（明治31年）憲政党創立委員を務めたが入党せず、同年8月の第6回総選挙に無所属で再選された。憲政党の分裂後に憲政本党に入党し地租増徴に反対し、また国民同盟会に加わり対外硬を主張した。1901年（明治34年）第4次伊藤内閣の増徴案に憲政本党が賛成したため離党し、代議士34名と三四倶楽部を結成したが、愛媛県内の賛同を得ることができず、1902年（明治35年）8月の第7回総選挙には出馬せず、衆議院議員を通算5期務めた。
晩年は政界の主流から外れて不遇であった。墓所は松山市龍穏寺。

## 著作
- 編『鼇頭日本史略』1876年。